# Субэкваториальный пояс

Субэкваториальный пояс

Северный субэкваториальный пояс и южный субэкваториальный пояс (лат. sub — «под» и лат. aequator — «уравниватель») — это природные географические пояса в северном и южном полушариях, граничащие с экваториальным поясом и северным и южным тропическими поясами, соответственно.
Субэкваториальные пояса доходят примерно до 20° с. ш. и 20° ю. ш., на юге и юго-востоке Азии северный субэкваториальный пояс распространяется до 30° с. ш.
В субэкваториальных поясах расположены южная часть Северной Америки, некоторые из Карибских островов, северная часть Южной Америки, Бразильское плато, обширные территории Африки (на север и на юг от африканских тропических лесов), значительные части Южной и Юго-Восточной Азии, Северной Австралии и многие тихоокеанские острова.

## Климат
Пояс переходный, вследствие этого происходит сезонная смена воздушных масс — летом экваториальных, зимой тропических.
Летом в этом поясе господствуют экваториальные западные муссоны, а зимой — тропические восточные.
Средние месячные температуры от 15° до 32 °С, температура поверхностных вод океанов в субэкваториальной зоне почти постоянна, колеблется около 25 °С. Высокая температура вод, повышенная соленость и малое содержание кислорода не благоприятствуют биологической продуктивности.
Количество осадков и продолжительность дождливого периода уменьшаются по мере удаления от экватора. Осадков выпадает от 250 до 2000 мм в год. 90—95 % осадков приходятся на летний дождливый период продолжительностью от 2—3 до 9—10 мес, зима сухая.

## Флора и фауна
Ближе к экватору главенствуют смешанные листопадно-вечнозелёные тропические леса, произрастающие на оподзоленных латеритных почвах. Дальше от экватора они сменяются сезонно-влажными листопадными (муссонными) лесами. В районах с пониженной продолжительностью дождливого периода место муссонных лесов занимают саванны и редколесья на красно-бурых почвах. Ареалы животных сообразны главенствующему типу растительности: с удалением от экватора и преобладанием редколесья более распространены животные открытых пространств, способные переносить продолжительные периоды засухи.